# Adrian Merka
Adrian Miroslav Merka (n. 6 iunie 1976, Aleșd, România) este un politician român, fost reprezentant al minorității slovace și al minorității cehe în Camera Deputaților. A fost ales în funcție la alegerile legislative din 2004 și reales în 2008 și 2012. În cadrul activității sale parlamentare, Adrian Miroslav Merka a fost membru în următoarele grupuri parlamentare d prietenie:
- în legislatura 2004-2008: Republica Slovacă, Republica Cehă, Republica Arabă Egipt;
- în legislatura 2008-2012: Republica Slovacă, Republica Cehă, Regatul Bahrein;
- în legislatura 2012-2016: Republica Slovacă, Republica Cehă.

În ianuarie 2015, Adrian Merka  a fost condamnat definitiv de judecătorii instanțtei supreme la un an și jumătate de închisoare cu suspendare în dosarul în care a fost acuzat de angajarea părinților săi la biroul parlamentar.